# ВИЧ/СПИД в Литве
Число людей с ВИЧ в Литве в 2022 году официально превысило 2 тысячи при численности населения 2,6 млн человек. Однако эксперты ЮНЭЙДС оценивали общее число ВИЧ-инфицированных в стране в два раза выше — почти 4 тысячи. По последним данным, Литва имеет средние показатели по числу новых ВИЧ-инфекций среди стран Европейского союза, но лидирует по смертности от связанных с ВИЧ заболеваний. Меньше половины носителей регулярно обращались к врачам по вопросам ВИЧ.

## Распространение
Первый случай ВИЧ в Литве был зафиксирован в 1988 году. В первое десятилетие вирус передавался главным образом через гетеросексуальные контакты (изначально вирус распространялся среди моряков) и среди мужчин, имеющих сексуальные отношения с мужчинами (МСМ). Литва стала первой из стран бывшего Советского Союза, которая в 1995 году начала профилактику ВИЧ среди наркозависимых. Однако это не предотвратило распространение вируса, и c 1997 года его обнаруживали чаще всего среди потребителей инъекционных наркотиков. До начала 2000-х в стране ежегодно фиксировали всего 65—72 новых носителей. Общее количество ВИЧ-положительных не превышало 360 человек, больше половины из которых приходились на портовую Клайпеду.
Распределение каналов передачи ВИЧ в общем числе инфицированных в 1998-2017 годах
 Инъекционное употребление наркотиков (59 %) Геторсексуальные контакты (23 %) Мужчины, практикующие секс с мужчинами (8 %) Неизвестно (10 %)
В 2002 году число новых случаев выросло до рекордных 397, из которых 299 были зарегистрированы в Алитусской тюрьме на юге Литвы. Причиной вспышки назвали употребление наркотиков, которые заключённым проносили в тюрьму нелегально. Представители Литовского центра СПИДа упрекали власти в неосмотрительном прекращении программ по ВИЧ-просвещению в литовских тюрьмах незадолго перед вспышкой. Кроме того, бюджета СПИД-центра не хватало на полноценную диагностику всех заключённых — на это потребовалось бы 350 тысяч лит, тогда как весь годовой бюджет организации составлял 300 тысяч.
До 2012 года число новых случаев ВИЧ оставалось относительно стабильным, колеблясь между 100 и 180 в год. Однако с учётом уменьшения населения из-за миграции и депопуляции фактическая концентрация новых случаев на 100 тысяч жителей увеличивалась. Так, в 2004 году было выявлено 135 новых носителей или 3,9 на каждые 100 тысяч жителей. А в 2014 году зарегистрировали 141 новый случай, или 4,8 на 100 тысяч. В 2014—2015 годах вновь главной причиной заражения стали половые контакты. К тому времени общее количество инфицированных достигло 2,3 тысяч.
К 2016 году в Литве проживало около 2900 человек с ВИЧ. Число новых случаев в этом году превысило 200, или 7,4 на 100 тысяч населения, что выше среднего показателя по Европейскому союзу (5,7). Основным путём передачи было инъекционное употребление наркотиков (59,8 %), за ним следовали гетеросексуальные контакты (21,8 %) и секс между мужчинами (8,4 %).
Во второй половине 2010-х инъекционное употребление наркотиков продолжало оставаться одной из основных причин заражения ВИЧ в Латвии, составляя 40 % всех новых случаев в 2018 году. В отдельных регионах, как, например, в Вильнюсском уезде эта цифра в 2019 году достигла 50 %. Ещё 41 % новых заражений приходилось на гетеросексуальные контакты, и примерно 11 % на секс между мужчинами (МСМ). Общая распространённость ВИЧ среди последней группы составляла 5,9 %. Кроме того, в Литву ежегодно приезжают до 20 тысяч мигрантов, которые являются отдельной группой риска из-за половых контактов с секс-работниками. Так, в 2018 году по всему ЕС на мигрантов приходилось 40 % всех новых случаев ВИЧ.
К ноябрю 2022 года в Литве официально подтверждено более 2 тысяч случаев ВИЧ, из них 81 % приходится на мужчин. Однако по данным ЮНЭЙДС, реальное число инфицированных в стране может быть в два раза больше и составлять около 4 тысяч человек. Такое значительное расхождение в оценке объясняется тем, что значительное количество людей со статусом ВИЧ не обращаются за лечением и не встают на учёт.

## Терапия и проблемы
В 2017 году в Литве лишь треть выявленных людей (около тысячи), живущих с ВИЧ, проходила антиретровирусную терапию (АРТ) — всего тысяча человек. Это было связано с тем, что АРТ-терапия для литовцев с ВИЧ была доступна только при определённом уровне клеток CD4, использующихся для оценки состояния иммунной системы. Порог был установлен на уровне 350 клеток/мм³, тогда как норма для здорового человека — 500—1500. В 2018 году министр здравоохранения Аурелиюс Верига подписал указ, позволяющий носителям получать лекарства сразу после постановки на учёт. Тем не менее, стоимость курса оставалась высокой для государства — год терапии для одного пациента мог превышать 7 тысяч евро, тогда как в соседней Эстонии он составлял 3,8 тысячи. В 2018—2020 годах покрытие терапией оставалось на уровне 34—37 % от всех людей с ВИЧ.
К 2022 году Литва имела средний уровень новых заражений ВИЧ среди стран ЕС, но уровень смертности от связанных с ВИЧ заболеваний был самым высоким в регионе - 5,8 смертей на 100 000 жителей. Менее половины пациентов с диагнозом ВИЧ посещали медицинские учреждения.
С 2015 года ВИЧ положительные иностранцы имеют право на въезд и пребывание в стране, что соответствует международным рекомендациям. Тем не менее некоммерческая организация «Деметра» критиковала литовское законодательство в части ВИЧ за несоответствие рекомендациям ВОЗ. Например, тестирование на ВИЧ можно проводить только в медицинских учреждениях, и некоммерческие организации, предоставляющие экспресс-тесты, могут получить штраф. Кроме того, законодательство позволят социальным учреждениям отказывать в размещении людей с ВИЧ/СПИДом. Существовали и другие проблемы, связанные с конфиденциальностью и дискриминацией пациентов с ВИЧ. Например, в стране действует законодательство о неразглашении ВИЧ статуса, хотя СМИ сообщали о случаях разглашения врачами этой информации. Некоторые литовцы с ВИЧ подтвердили, что подвергались дискриминации в медицинских учреждениях из-за заболевания. На 2018 год абсолютное большинство ВИЧ-положительных респондентов боялись признаться, что они инфицированы, а более половины — чувствовали стыд.